# Salix sugayana
Salix sugayana är en videväxtart som beskrevs av Arika Kimura. Salix sugayana ingår i släktet viden, och familjen videväxter. Inga underarter finns listade i Catalogue of Life.